# El Cajon
El Cajon är en stad ("city") i San Diego County i den amerikanska delstaten Kalifornien. Folkmängden var vid en folkräkningen år 2000 hela 94 869 invånare.

## Kända personer från El Cajon
- Jimmie Johnson, racerförare
- Greg Louganis, simhoppare
- Julia Schultz, skådespelare
- Ryan Hansen, skådespelare